# Záluží (Třemošná)
Záluží je vesnice, část města Třemošná v okrese Plzeň-sever v Plzeňském kraji. Nachází se na západě Třemošné. Je zde evidováno 293 adres. V roce 2011 zde trvale žilo 715 obyvatel.
Záluží leží v katastrálním území Záluží u Třemošné o rozloze 6,48 km2.

## Historie
První písemná zmínka o vesnici pochází z roku 1358.

## Obyvatelstvo
| Rok            | 1869 | 1880 | 1890 | 1900 | 1910 | 1921 | 1930 | 1950 | 1961 | 1970 | 1980 | 1991 | 2001 | 2011 | 2021 |
| -------------- | ---- | ---- | ---- | ---- | ---- | ---- | ---- | ---- | ---- | ---- | ---- | ---- | ---- | ---- | ---- |
| Počet obyvatel | 297  | 348  | 413  | 445  | 553  | 587  | 671  | 567  | 554  | 553  | 477  | 415  | 454  | 715  | 830  |
| Počet domů     | 39   | 45   | 54   | 62   | 76   | 86   | 121  | 140  | 140  | 147  | 137  | 159  | 169  | 245  | 304  |

## Obecní správa
Při sčítání lidu v letech 1869–1950 Záluží bylo samostatnou obcí, se kterým patřil nejprve do okresu Plzeň, ale v roce 1950 v okrese Plzeň-okolí. Od roku 1960 je částí města Třemošná v okrese Plzeň-sever.